# Vanellus leucurus
Vanellus leucurus là một loài chim trong họ Charadriidae.